# Dimitrie Asachi
Dimitrie Asachi (1820 - 1868) a fost un matematician și topograf român, fiul cărturarului Gheorghe Asachi.
A studiat ingineria la München și Berlin.
A fost profesor de arhitectură și desen la Academia din Iași, de topologie la Școala Militară din Iași, în calitate de ofițer de stat.

## Scrieri
- Über die Umkehrung der Reihen (Asupra inversiunii seriilor), prima lucrare originală cu caracter superior din acest domeniu, elaborată de un român
- Tratat de topografie sau elemente de inginerie.

Dimitrie Asachi a mai publicat diferite articole cu caracter matematic în reviste străine.